# Giovanni Battista Lusieri

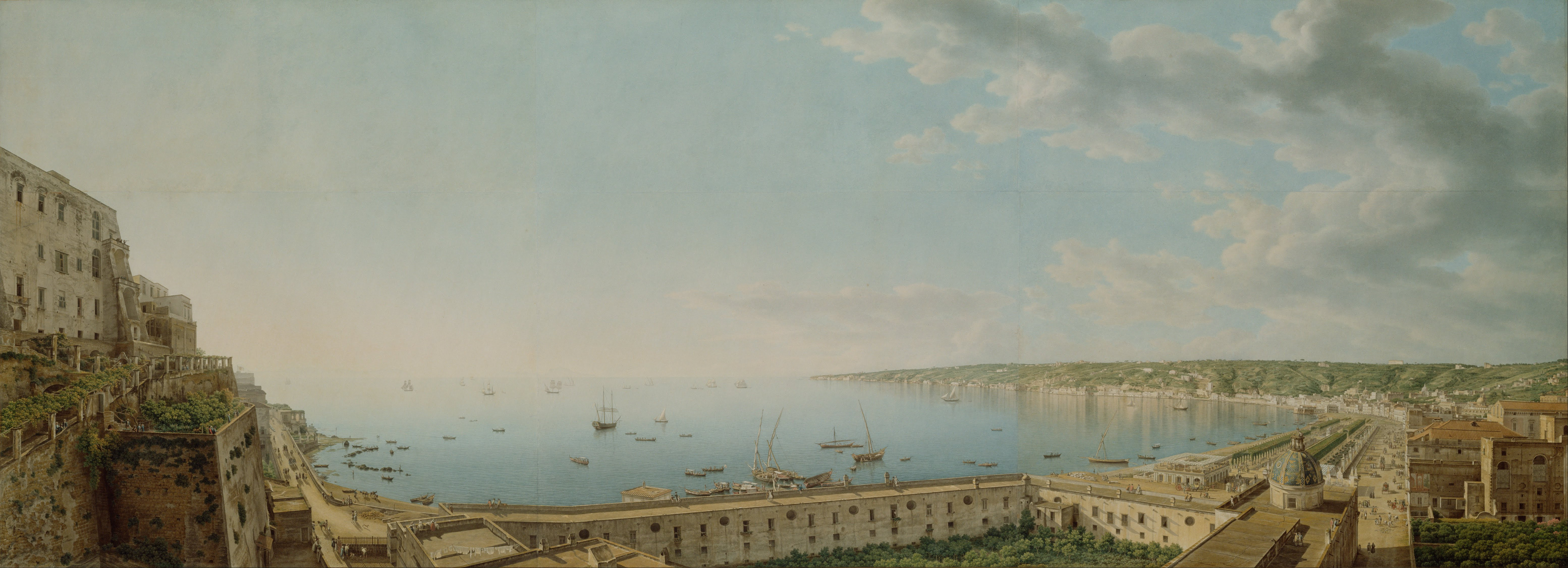
View at the Bay of Naples, ca 1791

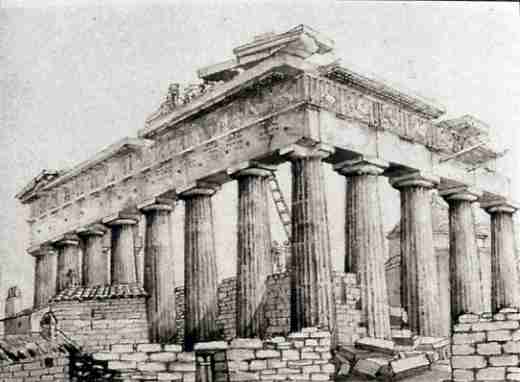
Lusieri at work at the Parthenon

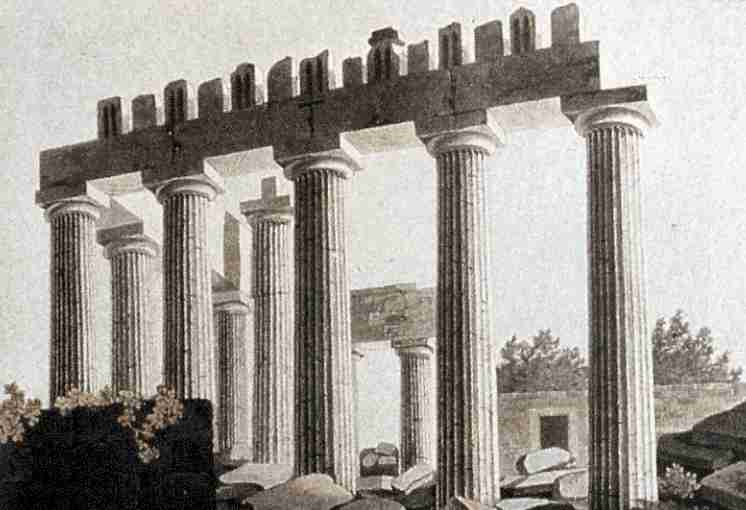
The Parthenon after removal of the Elgin Marbles

Giovanni Battista Lusieri (Rome, circa 1755 – Athene, 1821) was een in zijn tijd beroemde Italiaanse landschapsschilder, die door Lord Elgin (eigenlijk: Thomas Bruce, seventh Earl of Elgin and eleventh of Kincardine) in dienst werd genomen om tekeningen te maken van de gebouwen en beelden op de Akropolis in Athene.
Lusieri’s werk liep uiteindelijk uit op een grootscheepse aantasting van twee beroemde gebouwen op de Akropolis, het Erechtheion en het Parthenon. Vanuit het Erechtheion werd een van de zes Kariatiden (dragende zuilen in de vorm van een vrouw) verwijderd en naar Londen verscheept, en van het Parthenon een grote hoeveelheid beeldhouwwerk dat in het algemeen beschouwd wordt als het beste wat ooit in de Griekse wereld is gemaakt. Tijdens het verwijderen van de sculpturen van het Parthenon ging door gebrekkige technieken een deel verloren.
Na een moeizame periode van onderhandelen tussen Elgin en de Britse regering werd een groot deel van het door Lusieri verscheepte materiaal (de zogenaamde Elgin Marbles) uiteindelijk eigendom van de regering, en kreeg het een opstelling in het British Museum in Londen. De resultaten van de oorspronkelijke opdracht voor Lusieri, tekeningen en gouaches van de gebouwen op de Akropolis en van andere monumenten in Athene en omgeving, gingen in 1828 verloren bij het zinken van het schip waarop deze collectie meereisde.
Voordat ‘Don Tita’, zoals Lusieri gewoonlijk werd genoemd, in 1799 in dienst trad van Lord Elgin was hij onder meer in dienst geweest van de Koning van Napels en de beide Siciliën. Uit zijn Italiaanse periode kennen we een aantal werken met voornamelijk landschapsschilderingen. Deze werken waren een geliefd object voor degenen, die zich in de tweede helft van de 18e eeuw waagden aan de zogenaamde grand tour, een soort klassieke scholingsreis door de landen in het Middellandse Zeegebied. Door aankopen op veilingen kwam onder andere het J. Paul Getty Museum in Malibu (Californië) in het bezit van een aantal werken van Lusieri uit diens Italiaanse periode.
Op weg naar zijn ambassadeurspost bij de Turkse Sultan engageerde Lord Elgin de in die tijd zeer beroemde Lusieri, die hij ontmoette op Sicilië. Lusieri mocht enkele hulpkrachten in dienst nemen, waaronder ‘de Calmuk’ (een van herkomst Tartaarse schilder met de naam Theodor Iwanowitch) en twee architectonisch tekenaars, Balestra en diens leerling Ittar. Gevieren trok men naar Athene, waar Lusieri veel moeite moest doen om het bij de lokale Turkse overheid gedaan te krijgen dat hij metingen mocht verrichten op de Akropolis en daar tekeningen mocht (laten) maken.
Al snel na het verkrijgen van die toestemming (een zogenaamde ‘firman’) zetten Lusieri en de zijnen zich aan het werk, en vanaf februari 1801 richtte men schavotten op die het mogelijk maakten om van dichtbij de verschillende architectonische elementen (waaronder de sculpturen) van de gebouwen op de Akropolis te schetsen. Een tweede ‘fírman’, die in de zomer van 1801 vanuit Constantinopel de autoriteiten in Athene bereikte, verleende aan Lusieri toestemming om ‘enig materiaal’ van de tempels weg te nemen. Het grote breekwerk kon beginnen, en al spoedig werd vooral het Parthenon, een kunstwerk uit de 5e eeuw voor Christus van architect Iktinos, grondig ontdaan van zowel beelden als van architectonische elementen als metopen en trigliefen.
Tussen 1801 en 1805 werd dit materiaal verscheept naar Londen, en ook in later jaren volgde er nog een zending naar Engeland. Lusieri bleef de rest van zijn leven in Athene wonen, en trouwde er met een vrouw van Frans-Griekse herkomst. Haar jongere broer –Lusieri’s zwager- Nicolò Giraud raakte in 1810/1811 als circa 15-jarige jongeman bevriend met de Engelse dichter Byron. De dichter ging met de jonge Nicolò een innige relatie aan. Byron en Lusieri raakten ook bevriend en maakten samen tochten naar onder andere de Griekse tempel op Kaap Soenion. Deze vriendschap verhinderde niet dat Byron de roof van de ‘Elgin Marbles’ sterk veroordeelde, in een gedicht met de titel “The Curse of Minerva” (1811).
Op 1 maart 1821 stierf de inmiddels door reumatische pijnen heftig gekwelde Lusieri in zijn Atheense woning, waarschijnlijk aan de gevolgen van een aneurysma. Hij werd begraven in de nabijheid van het klooster van de paters Kapucijnen, dezelfde plek waar tien jaar daarvoor Byron en Lusieri’s zwager Giraud een aantal weken als minnaars hadden doorgebracht. Buitenlandse inwoners van Athene en vrienden van Lusieri zorgden voor een grafsteen met inscriptie, die bewaard is gebleven in de Engelse kerk van Athene.
- Gemeinsame Normdatei: 123356636
- International Standard Name Identifier: 0000 0000 8390 8073
- Library of Congress Control Number: nr2004000407
- Nederlandse Thesaurus van Auteursnamen: 35497176X
- RKD-Nederlands Instituut voor Kunstgeschiedenis: 51387
- Istituto Centrale per il Catalogo Unico: LO1V404971
- Système universitaire de documentation: 078459133
- Union List of Artist Names: 500014730
- Virtual International Authority File: 95771294
- WorldCat: E39PBJppxdrpHrTRp4vRdYGWDq